# Pachypodium namaquanum
Pachypodium namaquanum, también conocido como halfmens (en afrikáans, "semihumanos") o trompa de elefante, es una planta suculenta perteneciente al género Pachypodium, dentro de la familia Apocynaceae. Se distribuye desde el sur de Namibia hasta el noroeste de la Provincia del Cabo (Sudáfrica).

## Descripción

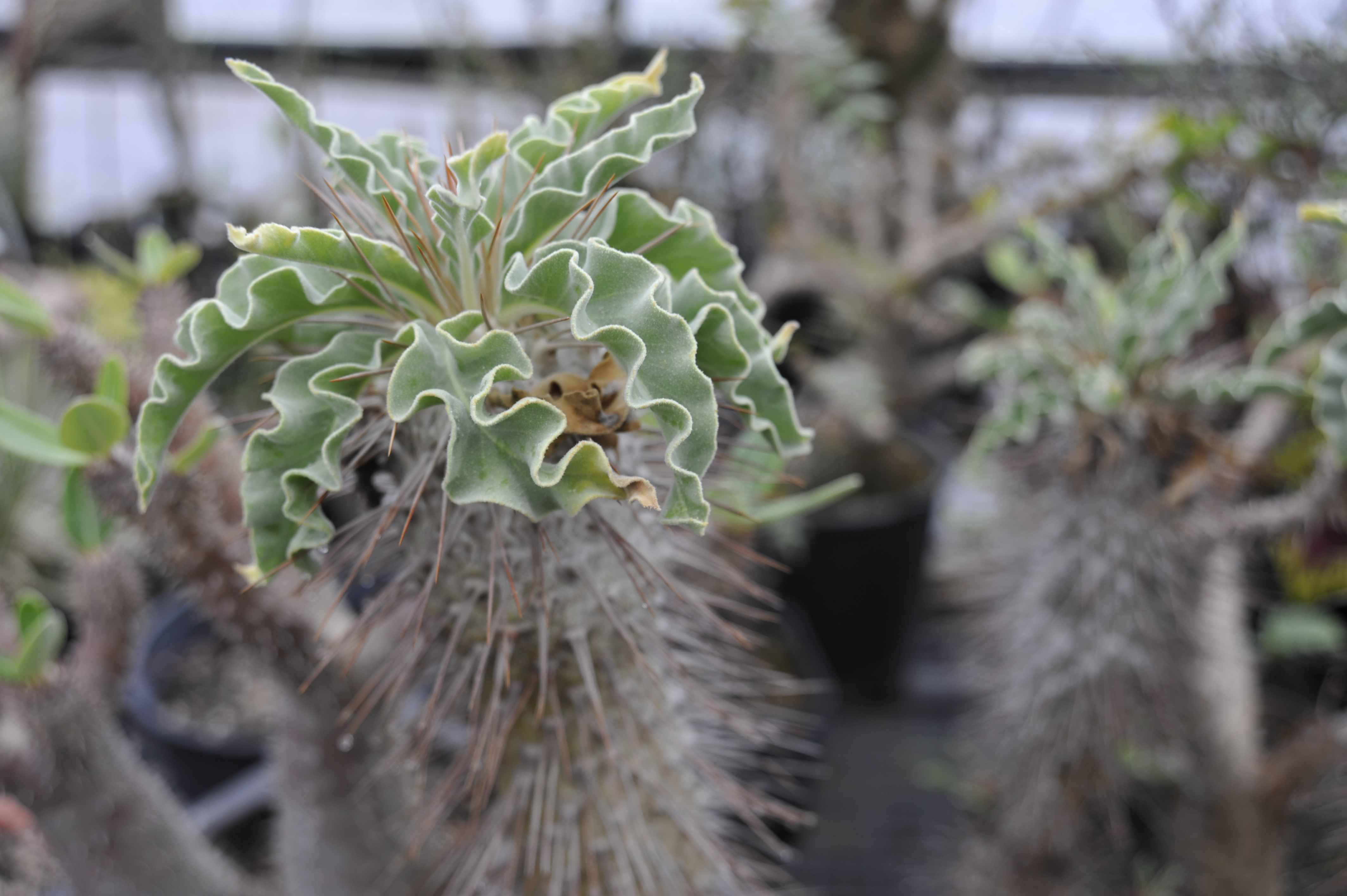
Detalle de las hojas

Pachypodium namaquanum es una planta perenne, que crece como un tronco en forma de cono, raramente ramificado. Alcanzan entre 2,5 a 3,5 m de alto, su crecimiento es bastante lento. Se asemejan a pilares fuertemente espinosos, a menudo del mismo diámetro o ligeramente más delgados en la parte superior (unos 9 cm) que en la inferior (unos 30 cm). 
Las plantas viejas desarrollan una circunferencia masiva que le da el aspecto del cual deriva su nombre común. Las hojas forman una roseta en la parte superior del tronco. Son de color verde pálido, suaves, arrugadas, aterciopeladas, elípticas o lanceoladas, con bordes ondulados, miden hasta 12 cm de largo y 2-4 cm de ancho.

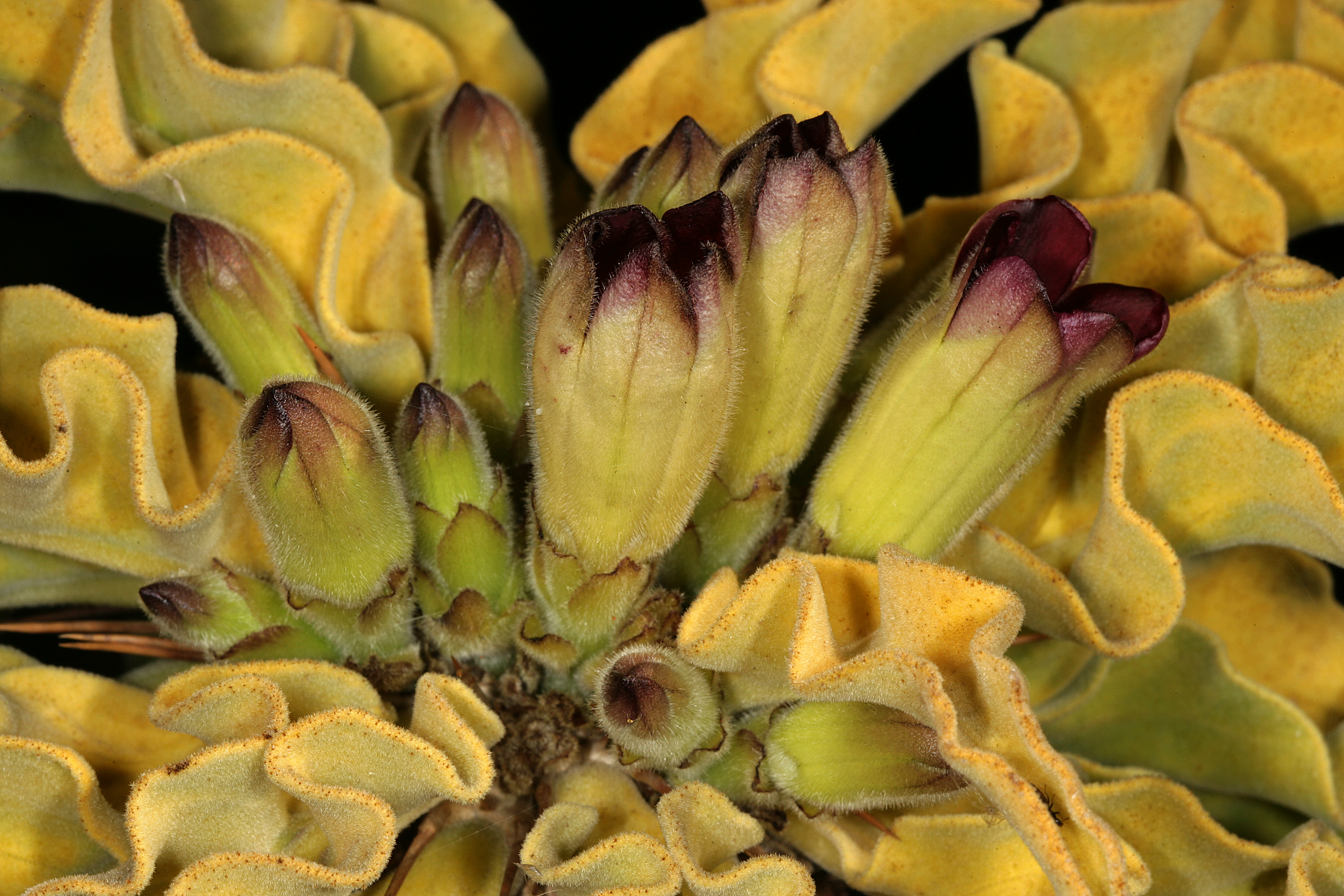
Flores

La corteza es gris plateada, en forma de espiral, está cubierta de abolladuras, de las cuales emergen 3 fuertes espinas delgadas de color marrón claro y 7 cm de largo que tienden a ensancharse un poco hacia afuera. Las flores son de color rojo oscuro y se forman en la parte superior, centro de cada tallo en racimos apretados.

## Distribución y hábitat
Esta planta suculenta es nativa de las montañas áridas y rocosas del Richtersveld en el Cabo del Norte de Sudáfrica y en el sur de Namibia, en zonas entre los 300 y 900 m s. n. m.
Se encuentra en su mayor número en la zona central del Gariep, que tiene la mayor variedad de suculentas en la tierra. Llueve principalmente en invierno y varía de 50 mm a 150 mm. Esta especie se puede encontrar en condiciones extremadamente áridas, como ser en las zonas donde las cadenas montañosas previenen el tránsito de nubes y donde la precipitación puede ser de 15 mm o menos. La niebla espesa que se mueve tierra adentro desde la costa atlántica puede aumentar las precipitaciones. Las temperaturas en verano pueden alcanzar los 50 °C.

## Taxonomía
La primera descripción de esta especie fue como Adenium namaquanum, publicada en 1863 por los botánicos Wyley y William Henry Harvey en el libro ilustrado Thesaurus Capensis 2: 11.
Más tarde, el botánico austríaco Friedrich Welwitsch trasladó la especie al género Pachypodium, por lo que pasó a llamarse Pachypodium namaquanum. Registró estos cambios en la revista científica Transactions of the Linnean Society of London 27: 45, publicada en 1869.

Etimología
- Pachypodium: nombre genérico que proviene de la combinación de dos términos del griego antiguo: pachys (que significa "grueso") y podium (que significa "pie" o "base"), haciendo referencia a la característica morfología de muchas especies del género, que suelen tener troncos o tallos robustos y suculentos.
- namaquanum: epíteto geográfico que hace referencia a la región de Namaqualand, lugar donde se descubrió la especie.[8]

## Estado de conservación
En la Lista Roja de Especies Amenazadas de la UICN, la especie está clasificada como de “Preocupación Menor (LC)”.
Además, la planta está incluida en la CITES como especies del Apéndice 1 y 2, prohibiendo el comercio a menos que se hayan obtenido los certificados y permisos necesarios. La eliminación de esta especie por los recolectores plantea una clara amenaza a su supervivencia.

## Usos
Pachypodium namaquanum se cultiva principalmente como planta ornamental.

## Galería

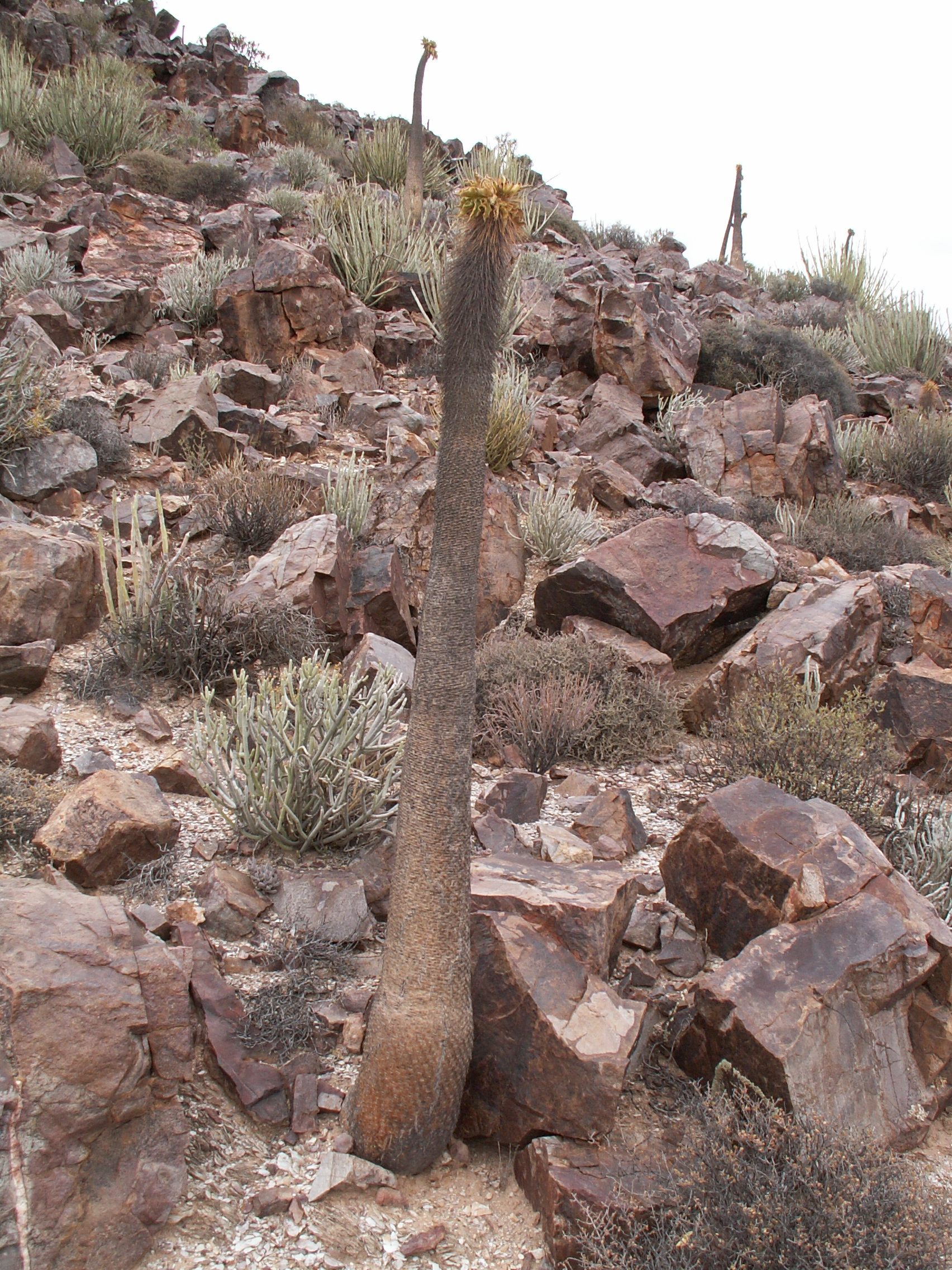
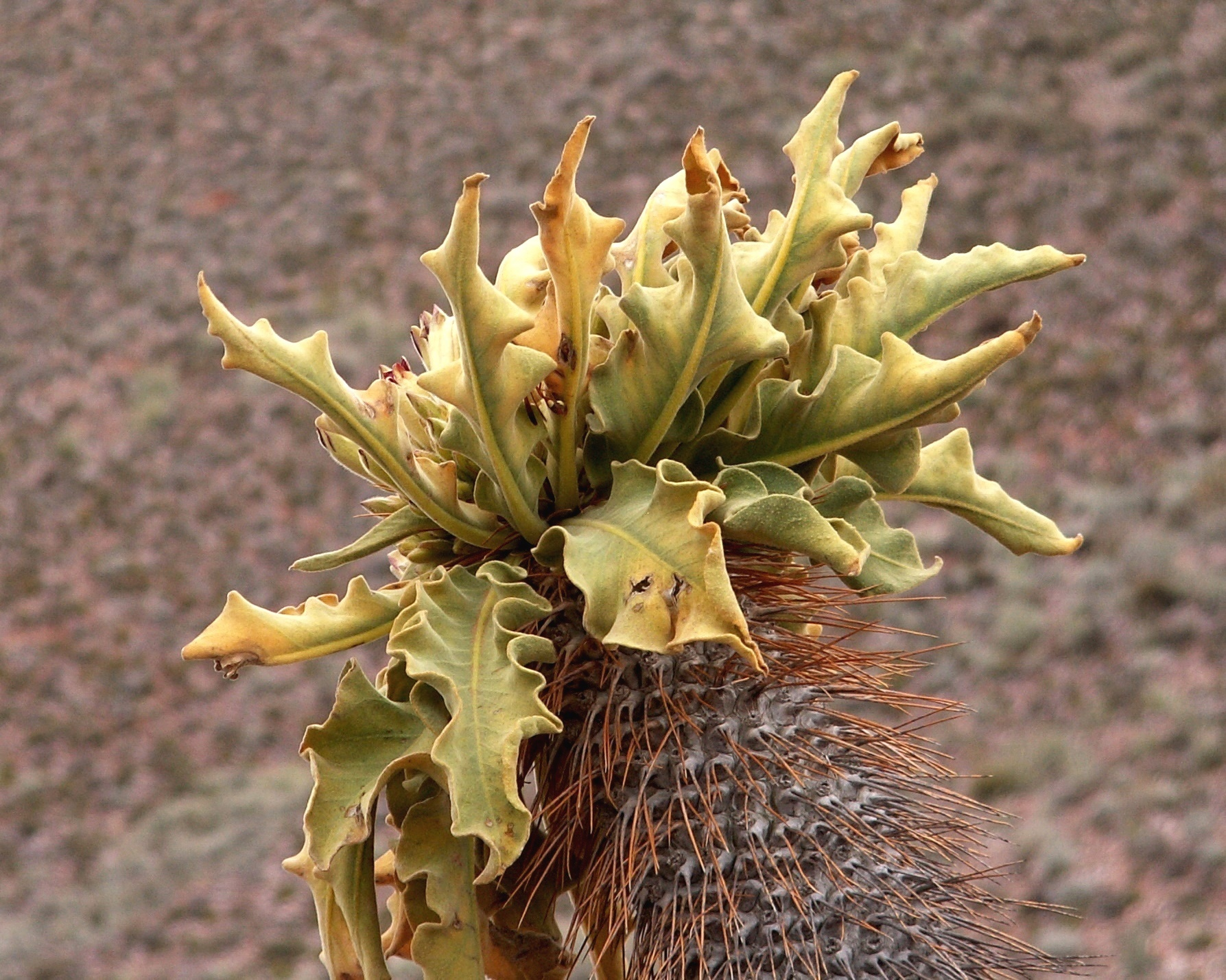
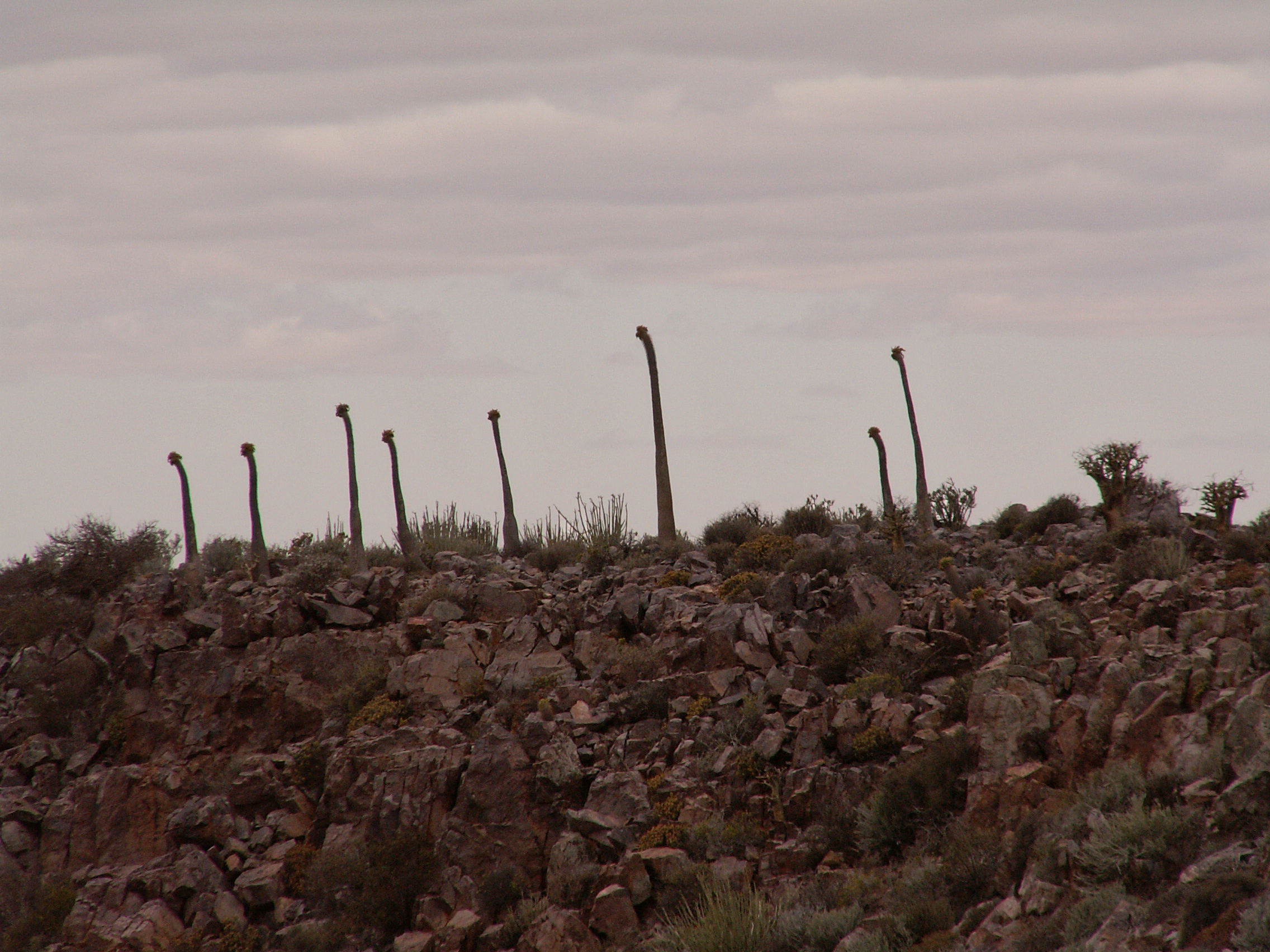
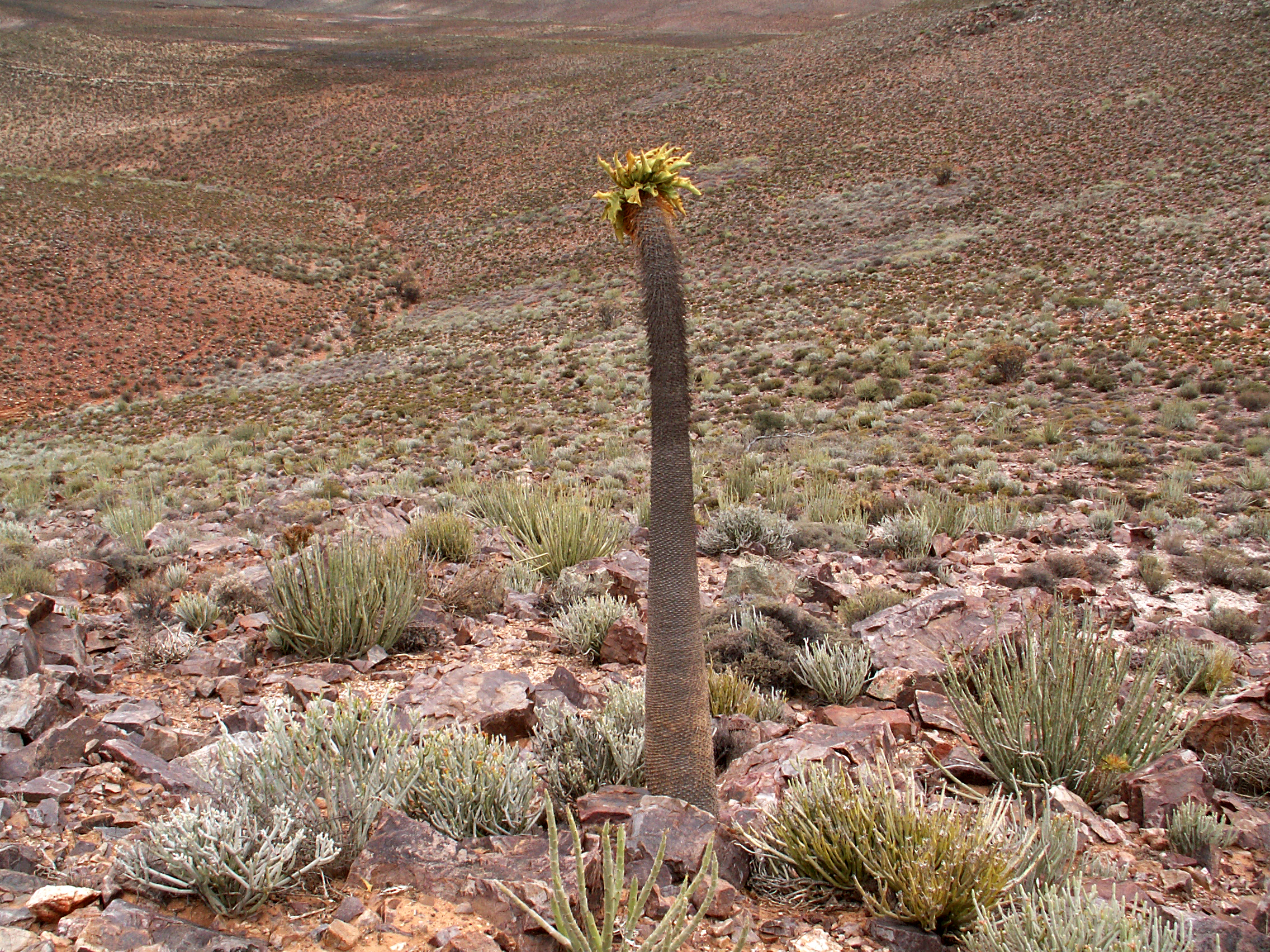